# American Idol (mùa 4)
Mùa thi thứ tư của loạt chương trình American Idol chính thức ra mắt ngày 18 tháng 1 và kết thúc ngày 25 tháng 5, 2005. Thành phần hội đồng giám khảo vẫn giống các mùa thi trước gồm: Randy Jackson, Paula Abdul và Simon Cowell.
Người chiến thắng mùa thi này là Carrie Underwood, cô ca sĩ nhạc country này hiện đang giữ 3 giải thưởng Grammy.

## Vòng thử giọng
Vòng thi thử giọng được tổ chức ở
- Washington, DC
- St. Louis, Missouri
- New Orleans, Louisiana
- Las Vegas, Nevada
- Cleveland, Ohio
- Orlando, Florida
- và San Francisco, California.

..theo kế hoạch ban đầu, sẽ có một buổi thi thử giọng khác được tổ chức tại Anchorage, Alaska, nhưng sau đó được dời sang Orlando, Florida.Vòng thử giọng bắt đầu từ tháng 8 đến tháng 10 năm 2004. So với những mùa thi trước, mùa thi năm nay mời những người nổi tiếng tham gia làm giám khảo ngay từ vòng thử giọng. Danh sách khách mời gồm:
- 18 tháng 1, Mark McGrath of Sugar Ray
- 25 tháng 1, Gene Simmons of KISS
- 26 tháng 1, Kenny Loggins
- 01 tháng 2, LL Cool J
- 02 tháng 2, Brandy

Đây cũng là mùa thi đầu tiên mở rộng tiêu chuẩn tuyển chọn thí sinh, khung độ tuổi quy định được nới lỏng bao gồm tất cả các thí sinh độ tuổi từ 16 đến 28.

## Vòng bán kết
Do ở mùa thi thứ ba, số lượng thí sinh nữ chiếm 8/12 số thí sinh vòng chung kết, nên điều lệ cuộc thi đã được sửa đổi để tránh trường hợp trên tái diễn.
Thay vì cạnh tranh trực tiếp để giành số phiếu khán giả bầu chọn cao hơn bước tiếp vào vòng chung kết, 24 thí sinh (nam, nữ đồng đều) sẽ được phân thành hai nhóm riêng biệt thi đấu với nhau và loại dần từng 4 người (2 nam, 2 nữ) qua các tuần cho đến khi còn lại chỉ 12 thí sinh.

## Nội dung thi

### Tốp 24 (Nam)
- Nikko Smith - "Part-Time Lover", Stevie Wonder
- Scott Savol - "You Are My Lady", Freddie Jackson
- Anthony Fedorov - "Hold on to the Nights", Richard Marx
- Bo Bice - "Drift Away", Dobie Gray
- Travis Tucker - "My Cherie Amour", Stevie Wonder
- Constantine Maroulis - "Kiss from a Rose", Seal
- David Brown - "Never Can Say Goodbye", The Jackson 5
- Jared Yates - "How Could I", Marc Anthony
- Anwar Robinson - "Moon River", Andy Williams
- Judd Harris - "Travelin' Band", Creedence Clearwater Revival
- Joseph Murena - "How Am I Supposed to Live Without You", Michael Bolton
- Mario Vazquez - "Do I Do", Stevie Wonder

Bị loại: Jared Yates và Judd Harris

### Tốp 24 (Nữ)
- Vonzell Solomon - "(Love is Like a) Heat Wave", Martha & the Vandellas
- Amanda Avila - "How Am I Supposed to Live Without You", Laura Branigan
- Janay Castine - "I Wanna Love You Forever", Jessica Simpson
- Carrie Underwood - "Could've Been", Tiffany
- Sarah Mather - "Get Ready", The Temptations
- Melinda Lira - "The Power of Love", Celine Dion
- Nadia Turner - "The Power of Love", Ashley Cleveland
- Celena Rae - "I Will Love Again", Lara Fabian
- Mikalah Gordon - "Young Hearts Run Free", Candi Staton
- Lindsey Cardinale - "Standing Right Next to Me", Karla Bonoff
- Jessica Sierra - "Against All Odds (Take a Look at Me Now)", Phil Collins
- Aloha Mischeaux - "Work It Out", Beyoncé

Bị loại: Melinda Lira và Sarah Mather

### Tốp 20 (Nam)
- Mario Vazquez - "I Love Music", The O'Jays
- Anwar Robinson - "What's Goin' On", Marvin Gaye
- Joseph Murena - "Let's Stay Together", Al Green
- David Brown - "All in Love Is Fair", Stevie Wonder
- Constantine Maroulis - "Hard to Handle", The Black Crowes
- Scott Savol - "Never Too Much", Luther Vandross
- Travis Tucker - "All Night Long (All Night)", Lionel Richie
- Nikko Smith - "Let's Get It On", Marvin Gaye
- Anthony Fedorov - "I Want to Know What Love Is", Foreigner
- Bo Bice - "Whipping Post", The Allman Brothers Band

Bị loại: Joseph Murena và David Brown

### Tốp 20 (Nữ)
- Aloha Mischeaux - "You Don't Know My Name", Alicia Keys
- Lindsey Cardinale - "I Try to Think About Elvis", Patty Loveless
- Jessica Sierra - "A Broken Wing", Martina McBride
- Mikalah Gordon - "God Bless the Child", Billie Holliday
- Celena Rae - "When the Lights Go Down", Faith Hill
- Nadia Turner - "My Love", Paul McCartney
- Amanda Avila - "Turn the Beat Around", Vicki Sue Robinson
- Janay Castine - "Hit 'Em Up Style (Oops!)", Blu Cantrell
- Carrie Underwood - "Piece of My Heart", Janis Joplin
- Vonzell Solomon - "If I Ain't Got You", Alicia Keys

Bị loại: Celena Rae và Aloha Mischeaux

### Tốp 16 (Nam)
- Scott Savol - "I Can't Help Myself", The Four Tops
- Bo Bice - "I'll Be", Edwin McCain
- Anthony Fedorov - "I've Got You", Marc Anthony
- Nikko Smith - "Georgia on My Mind", Ray Charles
- Travis Tucker - "Every Little Step", Bobby Brown
- Mario Vazquez - "How Can You Mend a Broken Heart", The Bee Gees
- Constantine Maroulis - "Every Little Thing She Does Is Magic", The Police
- Anwar Robinson - "What a Wonderful World", Louis Armstrong

Bị loại: Travis Tucker và Nikko Smith
(Nikko Smith giành được cơ hội đi tiếp sau khi Mario Vazquez bỏ cuộc)

### Tốp 16 (Nữ)
- Amanda Avila - "River Deep, Mountain High", Ike và Tina Turner
- Janay Castine - "Dreaming of You", Selena
- Carrie Underwood - "Because You Love Me", Jo Dee Messina
- Vonzell Solomon - "Respect", Aretha Franklin
- Nadia Turner - "Try a Little Tenderness", Otis Redding
- Lindsey Cardinale - "I Don't Want to Miss a Thing", Aerosmith
- Mikalah Gordon - "Somewhere from West Side Story
- Jessica Sierra - "Boys Are Back in Town", The Busboys

Bị loại: Janay Castine và Amanda Avila

### Tốp 12 (Những bài hát thấp niên 1960)
- Jessica Sierra - "Shop Around", Smokey Robinson & the Miracles
- Anwar Robinson - "A House Is Not a Home", Dionne Warwick
- Mikalah Gordon - "Son of a Preacher Man", Dusty Springfield
- Constantine Maroulis - "You've Made Me So Very Happy", Blood, Sweat và Tears
- Lindsey Cardinale - "Knock on Wood", Eddie Floyd
- Anthony Fedorov - "Breaking Up Is Hard to Do", Neil Sedaka
- Nadia Turner - "You Don't Have to Say You Love Me", Dusty Springfield
- Bo Bice - "Spinning Wheel", Blood, Sweat và Tears
- Vonzell Solomon - "Anyone Who Had a Heart", Dionne Warwick
- Scott Savol - "Ain't Too Proud to Beg", The Temptations
- Carrie Underwood - "When Will I Be Loved", The Everly Brothers
- Nikko Smith - "I Want You Back", The Jackson 5
- Đêm công bố kết quả - "When You Tell Me That You Love Me", Diana Ross

Nhóm 3 không an toàn: Lindsey Cardinale, Mikalah Gordon và Jessica Sierra
Nhóm 2 không an toàn: Lindsey Cardinale và Mikalah Gordon
Bị loại: Lindsey Cardinale

### Tốp 11 (Những bài hát dứng đầu bảng xếp hạng Billboard)
- Anthony Fedorov - "I Knew You Were Waiting (For Me)", Aretha Franklin và George Michael
- Carrie Underwood - "Alone", Heart
- Scott Savol - "Against All Odds (Take a Look at Me Now)", Phil Collins
- Bo Bice - "Time in a Bottle", Jim Croce
- Nikko Smith - "Incomplete", Sisqó
- Vonzell Solomon - "Best Of My Love", The Emotions
- Constantine Maroulis - "I Think I Love You", The Partridge Family
- Nadia Turner - "Time After Time", Cyndi Lauper
- Mikalah Gordon - "Love Will Lead You Back", Taylor Dayne
- Anwar Robinson - "Ain't Nobody", Chaka Khan (Bài hát reached #1 on the R&B chart)
- Jessica Sierra - "Total Eclipse of the Heart", Bonnie Tyler
- Đêm công bố kết quả - "He Ain't Heavy, He's My Brother", The Hollies

Nhóm 3 không an toàn: Nadia Turner, Mikalah Gordon và Anthony Fedorov
Nhóm 2 không an toàn: Nadia Turner và Mikalah Gordon
Bị loại: Mikalah Gordon

### Tốp 10 (Những ca khúc thập niên 1990)
- Bo Bice - "Remedy", The Black Crowes
- Jessica Sierra - "On the Side of Angels", LeAnn Rimes
- Anwar Robinson - "I Believe I Can Fly", R. Kelly
- Nadia Turner - "I'm the Only One", Melissa Etheridge
- Constantine Maroulis - "I Can't Make You Love Me", Bonnie Raitt
- Nikko Smith - "Can We Talk", Tevin Campbell
- Anthony Fedorov - "Something About the Way You Look Tonight", Elton John
- Carrie Underwood - "Independence Day", Martina McBride
- Scott Savol - "One Last Cry", Brian McKnight
- Vonzell Solomon - "I Have Nothing", Whitney Houston
- Đêm công bố kết quả - "Everything Is Beautiful", Ray Stevens

Nhóm 3 không an toàn: Nadia Turner, Jessica Sierra và Anwar Robinson
Nhóm 2 không an toàn: Jessica Sierra và Anwar Robinson
Bị loại: Jessica Sierra

### Tốp 9 (Những ca khúc kinh điển của Broadway)[1]
- Scott Savol - "The Impossible Dream" from Man of La Mancha
- Constantine Maroulis - "My Funny Valentine" from Babes in Arms
- Carrie Underwood - "Hello, Young Lovers" from The King và I
- Vonzell Solomon - "People" from Funny Girl
- Anthony Fedorov - "Climb Every Mountain" from The Sound of Music
- Nikko Smith - "One Hand, One Heart" from West Side Story
- Anwar Robinson - "If Ever I Would Leave You" from Camelot
- Bo Bice - "Corner of the Sky" from Pippin
- Nadia Turner - "As Long As He Needs Me" from Oliver!

Nhóm 3 không an toàn: Nikko Smith, Vonzell Solomon và Scott Savol
Nhóm 2 không an toàn: Nikko Smith và Scott Savol
Bị loại:  Nikko Smith

### Tốp 8 (Những bài hát cùng Năm sinh)
- Nadia Turner - "When I Dream", Crystal Gayle
- Bo Bice - "Free Bird", Lynyrd Skynyrd
- Anwar Robinson - "I'll Never Love This Way Again", Dionne Warwick
- Anthony Fedorov - "Everytime You Go Away", Paul Young
- Vonzell Solomon - "Let's Hear It for the Boy", Deniece Williams
- Scott Savol - "She's Gone", Hall & Oates
- Carrie Underwood - "Love Is a Battlefield", Pat Benatar
- Constantine Maroulis - "Bohemian Rhapsody", Queen
- Đêm công bố kết quả - "When You Tell Me That You Love Me", Diana Ross

Nhóm 3 không an toàn: Scott Savol, Bo Bice và Nadia Turner
Nhóm 2 không an toàn: Bo Bice và Nadia Turner
Bị loại: Nadia Turner

### Tốp 7 (Những ca khúc nhạc Dance thập niên 1970)
- Constantine Maroulis - "Nights on Broadway", The Bee Gees
- Carrie Underwood - "MacArthur Park", Donna Summer
- Scott Savol - "Everlasting Love", Carl Carlton
- Anthony Fedorov - "Don't Take Away the Music", Tavares
- Vonzell Solomon - "I'm Every Woman", Chaka Khan
- Anwar Robinson - "September", Earth, Wind & Fire
- Bo Bice - "Vehicle", The Ides of March
- Đêm công bố kết quả - "You Can Shine"

Nhóm 3 không an toàn: Anthony Fedorov, Anwar Robinson và Scott Savol
Bị loại: Anwar Robinson

### Tốp 6 (Thế kỷ 21)
- Carrie Underwood - "When God Fearin' Women Get the Blues", Martina McBride
- Bo Bice - "I Don't Want to Be", Gavin DeGraw
- Vonzell Solomon - "I Turn to You", Christina Aguilera
- Anthony Fedorov - "I Surrender", Celine Dion
- Constantine Maroulis - "How You Remind Me", Nickelback
- Scott Savol - "Dance with My Father", Luther Vandross
- Đêm công bố kết quả - "Emotion", Samantha Sang

Nhóm 3 không an toàn: Vonzell Solomon, Anthony Fedorov và Constantine Maroulis
Nhóm 2 không an toàn: Anthony Fedorov và Constantine Maroulis
Bị loại: Constantine Maroulis

### Tốp 5 (Những bài hát của nhạc sĩ Lieber & Stoller/Những bài hát trong bảng xếp hạng Billboard tuần hiện tại)
- Anthony Fedorov - "Poison Ivy", The Coasters
- Scott Savol - "On Broadway", The Drifters
- Vonzell Solomon - "Treat Me Nice", Elvis Presley
- Bo Bice - "Stand By Me", Ben E. King
- Carrie Underwood - "Trouble", Elvis Presley
- Anthony Fedorov - "Incomplete", Backstreet Boys
- Scott Savol - "Everytime You Go Away", Brian McKnight
- Vonzell Solomon - "When You Tell Me That You Love Me", Diana Ross
- Bo Bice - "Heaven", Los Lonely Boys
- Carrie Underwood - "Bless the Broken Road", Rascal Flatts
- Đêm công bố kết quả - "Bridge Over Troubled Water", Simon & Garfunkel

Nhóm 2 không an toàn: Anthony Fedorov và Scott Savol
Bị loại: Scott Savol

### Tốp 4 (Country/Gamble & Huff)
- Carrie Underwood - "Sin Wagon", The Dixie Chicks
- Bo Bice - "It's a Great Day to Be Alive", Travis Tritt
- Vonzell Solomon - "How Do I Live", LeAnn Rimes
- Anthony Fedorov - "I'm Already There", Lonestar
- Carrie Underwood - "If You Don't Know Me By Now", Harold Melvin & the Blue Notes
- Bo Bice - "For the Love of Money", The O'Jays
- Vonzell Solomon - "Don't Leave Me This Way", Thelma Houston
- Anthony Fedorov - "If You Don't Know Me By Now", Harold Melvin & the Blue Notes
- Đêm công bố kết quả - "Islands in the Stream", Kenny Rogers & Dolly Parton

Nhóm 2 không an toàn: Anthony Federov và Vonzell Solomon
Bị loại: Anthony Federov

### Tốp 3 (Clive's Choice, Idols' Choice, Judges' Choice)
- Vonzell Solomon - "I'll Never Love This Way Again", Dionne Warwick
- Bo Bice - "Don't Let the Sun Go Down on Me", Elton John
- Carrie Underwood - "Crying", Roy Orbison
- Vonzell Solomon - "Chain of Fools", Aretha Franklin
- Bo Bice - "In a Dream", Badlands
- Carrie Underwood - "Making Love out of Nothing at All", Air Supply
- Vonzell Solomon - "On the Radio", Donna Summer
- Bo Bice - "(I Can't Get No) Satisfaction", The Rolling Stones
- Carrie Underwood - "Man! I Feel Like a Woman!", Shania Twain
- Đêm công bố kết quả - "United We Stand", Brotherhood of Man

Bị loại: Vonzell Solomon

### Tốp 2
- Bo Bice - "Long, Long Road"
- Carrie Underwood - "Inside Your Heaven"
- Bo Bice - "Vehicle", The Ides of March
- Carrie Underwood - "Independence Day", Martina McBride
- Bo Bice - "Inside Your Heaven"
- Carrie Underwood - "Angels Brought Me Here", Guy Sebastian (người chiến thắng đầu tiên của Australian Idol)
- Đêm công bố kết quả - Beach Boys Medley; "Up Where We Belong", Joe Cocker & Jennifer Warnes, 1982; All-Star Medley

Chiến thắng: Carrie Underwood
Về nhì: Bo Bice

### Lễ đăng quang
Số phát sóng cuối mùa 4 chủ yếu xoay quanh hai thí sinh được yêu thích nhất là Bo Bice và Carrie Underwood lên sóng ngày 24&25 tháng 5, thu hút được 37 triệu lượt bình chọn của khán giả. Đêm đăng quang cũng có sự hiện diện của những thí sinh đã bị loại và các nhân vật nổi tiếng trong giới truyền thông như: Kenny G, Rascal Flatts, David Hasselhoff, Kenny Wayne Shepherd, George Benson, Billy Preston, Babyface và Lynyrd Skynyrd. Người chiến thắng mùa thi năm nay là Carrie Underwood, hiện là người chiến thắng của "American Idol" đầu tiên nhận được ba đề cử âm nhạc danh giá trong năm đăng quang 2006-2007 (gồm American Music, Billboard, và giải Grammy).

## Thứ tự bị loại
Bảng màu
| Thí sinh nữ Thí sinh nam Thí sinh quyết định bỏ cuộc | Tốp 12 Tốp 24 |

| Vòng:     | Vòng:                | Bán kết | Bán kết | Bán kết | Chung kết | Chung kết | Chung kết | Chung kết | Chung kết | Chung kết | Chung kết | Chung kết | Chung kết | Chung kết | Chung kết   |  |  |  |  |  |  |  |  |  |  |  |  |  |  |  |  |  |  |  |  |  |  |  |  |  |  |  |  |  |  |  |  |  |  |  |  |  |  |  |  |  |  |  |  |  |  |  |  |
| Tuần thi: | Tuần thi:            | 23/02   | 02/03   | 09/03   | 16/03     | 24/03     | 30/03     | 06/04     | 13/04     | 20/04     | 24/04     | 04/05     | 11/05     | 18/05     | 25/05       |  |  |  |  |  |  |  |  |  |  |  |  |  |  |  |  |  |  |  |  |  |  |  |  |  |  |  |  |  |  |  |  |  |  |  |  |  |  |  |  |  |  |  |  |  |  |  |  |
| STT       | Thí sinht            | Kết quả | Kết quả | Kết quả | Kết quả   | Kết quả   | Kết quả   | Kết quả   | Kết quả   | Kết quả   | Kết quả   | Kết quả   | Kết quả   | Kết quả   | Kết quả     |  |  |  |  |  |  |  |  |  |  |  |  |  |  |  |  |  |  |  |  |  |  |  |  |  |  |  |  |  |  |  |  |  |  |  |  |  |  |  |  |  |  |  |  |  |  |  |  |
| 1         | Carrie Underwood     |         |         |         |           |           |           |           |           |           |           |           |           |           | Chiến thắng |  |  |  |  |  |  |  |  |  |  |  |  |  |  |  |  |  |  |  |  |  |  |  |  |  |  |  |  |  |  |  |  |  |  |  |  |  |  |  |  |  |  |  |  |  |  |  |  |
| 2         | Bo Bice              |         |         |         |           |           |           |           | At 2      |           |           |           |           |           | Về nhì      |  |  |  |  |  |  |  |  |  |  |  |  |  |  |  |  |  |  |  |  |  |  |  |  |  |  |  |  |  |  |  |  |  |  |  |  |  |  |  |  |  |  |  |  |  |  |  |  |
| 3         | Vonzell Solomon      |         |         |         |           |           |           | At 1      |           |           | At 1      |           | At 1      | Loại      |             |  |  |  |  |  |  |  |  |  |  |  |  |  |  |  |  |  |  |  |  |  |  |  |  |  |  |  |  |  |  |  |  |  |  |  |  |  |  |  |  |  |  |  |  |  |  |  |  |
| 4         | Anthony Fedorov      |         |         |         |           | At 1      |           |           |           | At 1      | At 2      | At 1      | Loại      |           |             |  |  |  |  |  |  |  |  |  |  |  |  |  |  |  |  |  |  |  |  |  |  |  |  |  |  |  |  |  |  |  |  |  |  |  |  |  |  |  |  |  |  |  |  |  |  |  |  |
| 5         | Scott Savol          |         |         |         |           |           |           | At 2      | At 1      | At 1      |           | Loại      |           |           |             |  |  |  |  |  |  |  |  |  |  |  |  |  |  |  |  |  |  |  |  |  |  |  |  |  |  |  |  |  |  |  |  |  |  |  |  |  |  |  |  |  |  |  |  |  |  |  |  |
| 6         | Constantine Maroulis |         |         |         |           |           |           |           |           |           | Loại      |           |           |           |             |  |  |  |  |  |  |  |  |  |  |  |  |  |  |  |  |  |  |  |  |  |  |  |  |  |  |  |  |  |  |  |  |  |  |  |  |  |  |  |  |  |  |  |  |  |  |  |  |
| 7         | Anwar Robinson       |         |         |         |           |           | At 2      |           |           | Loại      |           |           |           |           |             |  |  |  |  |  |  |  |  |  |  |  |  |  |  |  |  |  |  |  |  |  |  |  |  |  |  |  |  |  |  |  |  |  |  |  |  |  |  |  |  |  |  |  |  |  |  |  |  |
| 8         | Nadia Turner         |         |         |         |           | At 2      | At 1      |           | Loại      |           |           |           |           |           |             |  |  |  |  |  |  |  |  |  |  |  |  |  |  |  |  |  |  |  |  |  |  |  |  |  |  |  |  |  |  |  |  |  |  |  |  |  |  |  |  |  |  |  |  |  |  |  |  |
| 9         | Nikko Smith          |         |         | Loại1   |           |           |           | Loại      |           |           |           |           |           |           |             |  |  |  |  |  |  |  |  |  |  |  |  |  |  |  |  |  |  |  |  |  |  |  |  |  |  |  |  |  |  |  |  |  |  |  |  |  |  |  |  |  |  |  |  |  |  |  |  |
| 10        | Jessica Sierra       |         |         |         | At 1      |           | Loại      |           |           |           |           |           |           |           |             |  |  |  |  |  |  |  |  |  |  |  |  |  |  |  |  |  |  |  |  |  |  |  |  |  |  |  |  |  |  |  |  |  |  |  |  |  |  |  |  |  |  |  |  |  |  |  |  |
| 11        | Mikalah Gordon       |         |         |         | At 2      | Loại      |           |           |           |           |           |           |           |           |             |  |  |  |  |  |  |  |  |  |  |  |  |  |  |  |  |  |  |  |  |  |  |  |  |  |  |  |  |  |  |  |  |  |  |  |  |  |  |  |  |  |  |  |  |  |  |  |  |
| 12        | Lindsey Cardinale    |         |         |         | Loại      |           |           |           |           |           |           |           |           |           |             |  |  |  |  |  |  |  |  |  |  |  |  |  |  |  |  |  |  |  |  |  |  |  |  |  |  |  |  |  |  |  |  |  |  |  |  |  |  |  |  |  |  |  |  |  |  |  |  |
| 13        | Mario Vazquez        |         |         | Loại    |           |           |           |           |           |           |           |           |           |           |             |  |  |  |  |  |  |  |  |  |  |  |  |  |  |  |  |  |  |  |  |  |  |  |  |  |  |  |  |  |  |  |  |  |  |  |  |  |  |  |  |  |  |  |  |  |  |  |  |
| 14 - 16   | Amanda Avila         |         |         | Loại    |           |           |           |           |           |           |           |           |           |           |             |  |  |  |  |  |  |  |  |  |  |  |  |  |  |  |  |  |  |  |  |  |  |  |  |  |  |  |  |  |  |  |  |  |  |  |  |  |  |  |  |  |  |  |  |  |  |  |  |
| 14 - 16   | Janay Castine        |         |         | Loại    |           |           |           |           |           |           |           |           |           |           |             |  |  |  |  |  |  |  |  |  |  |  |  |  |  |  |  |  |  |  |  |  |  |  |  |  |  |  |  |  |  |  |  |  |  |  |  |  |  |  |  |  |  |  |  |  |  |  |  |
| 14 - 16   | Travis Tucker        |         |         | Loại    |           |           |           |           |           |           |           |           |           |           |             |  |  |  |  |  |  |  |  |  |  |  |  |  |  |  |  |  |  |  |  |  |  |  |  |  |  |  |  |  |  |  |  |  |  |  |  |  |  |  |  |  |  |  |  |  |  |  |  |
| 17 - 20   | Joseph Murena        |         | Loại    |         |           |           |           |           |           |           |           |           |           |           |             |  |  |  |  |  |  |  |  |  |  |  |  |  |  |  |  |  |  |  |  |  |  |  |  |  |  |  |  |  |  |  |  |  |  |  |  |  |  |  |  |  |  |  |  |  |  |  |  |
| 17 - 20   | David Brown          |         | Loại    |         |           |           |           |           |           |           |           |           |           |           |             |  |  |  |  |  |  |  |  |  |  |  |  |  |  |  |  |  |  |  |  |  |  |  |  |  |  |  |  |  |  |  |  |  |  |  |  |  |  |  |  |  |  |  |  |  |  |  |  |
| 17 - 20   | Aloha Mischeaux      |         | Loại    |         |           |           |           |           |           |           |           |           |           |           |             |  |  |  |  |  |  |  |  |  |  |  |  |  |  |  |  |  |  |  |  |  |  |  |  |  |  |  |  |  |  |  |  |  |  |  |  |  |  |  |  |  |  |  |  |  |  |  |  |
| 17 - 20   | Celena Rae           |         | Loại    |         |           |           |           |           |           |           |           |           |           |           |             |  |  |  |  |  |  |  |  |  |  |  |  |  |  |  |  |  |  |  |  |  |  |  |  |  |  |  |  |  |  |  |  |  |  |  |  |  |  |  |  |  |  |  |  |  |  |  |  |
| 21 - 24   | Judd Harris          | Loại    |         |         |           |           |           |           |           |           |           |           |           |           |             |  |  |  |  |  |  |  |  |  |  |  |  |  |  |  |  |  |  |  |  |  |  |  |  |  |  |  |  |  |  |  |  |  |  |  |  |  |  |  |  |  |  |  |  |  |  |  |  |
| 21 - 24   | Sarah Mather         | Loại    |         |         |           |           |           |           |           |           |           |           |           |           |             |  |  |  |  |  |  |  |  |  |  |  |  |  |  |  |  |  |  |  |  |  |  |  |  |  |  |  |  |  |  |  |  |  |  |  |  |  |  |  |  |  |  |  |  |  |  |  |  |
| 21 - 24   | Jared Yates          | Loại    |         |         |           |           |           |           |           |           |           |           |           |           |             |  |  |  |  |  |  |  |  |  |  |  |  |  |  |  |  |  |  |  |  |  |  |  |  |  |  |  |  |  |  |  |  |  |  |  |  |  |  |  |  |  |  |  |  |  |  |  |  |
| 21 - 24   | Melinda Lira         | Loại    |         |         |           |           |           |           |           |           |           |           |           |           |             |  |  |  |  |  |  |  |  |  |  |  |  |  |  |  |  |  |  |  |  |  |  |  |  |  |  |  |  |  |  |  |  |  |  |  |  |  |  |  |  |  |  |  |  |  |  |  |  |

- Vòng bán kết 3, Nikko đã chính thức bị loại nhưng nhận được ưu tiên thi tiếp vì thí sinh Mario Vazquez quyết định bỏ cuộc với lý do riêng.
- Do sự cố của hệ thống bình chọn, đêm thứ tư 23 tháng 3 không có thí sinh nào chia tay sân chơi American Idol, toàn bộ kết quả bỏ phiếu bị hủy bỏ. Kết quả thay bằng cuộc tái bỏ phiếu ngày 24, Mikalah Gordon bị loại.

## Ra mắt album và đĩa đơn

### Tổng hợp
Album tổng hợp gồm các bài hát của tốp 12. Doanh thu bán lẻ tính riêng thị trường Mỹ.
| Thông tin |
| --- |
| The Showtoppers - Ra mắt: 17/05, 2005 - Hãng ghi âm: RCA Records - Xếp hạng: - - Chứng nhận RIAA: Vàng - Doanh thu bán lẻ: >500.000 |

### Album
| Ca sĩ            | Thông tin |
| ---------------- | --- |
| Carrie Underwood | Some Hearts - Ra mắt: 15 tháng 11 năm 2005 - Hãng ghi âm: Arista Records - Xếp hạng: #2 (Billboard 200) - Chứng nhận RIAA: 7 Bạch kim - Doanh thu bán lẻ: 6.356.000     |
|                  | Carnival Ride - Ra mắt: 23 tháng 10 năm 2007 - Hãng ghi âm: Arista Nashville - Xếp hạng: #1 (Billboard 200) - Chứng nhận RIAA: 2 Bạch kim - Doanh thu bán lẻ: 2.120.000 |
| Bo Bice          | The Real Thing - Ra mắt: 13 tháng 12 năm 2005 - Hãng ghi âm: RCA Records - Xếp hạng: #4 (Billboard 200) - Chứng nhận RIAA: Vàng - Doanh thu bán lẻ: 688,000             |
| Mario Vazquez    | Mario Vazquez - Ra mắt: 26 tháng 9, 2006 - Hãng ghi âm: J Records - Xếp hạng: #80 (Billboard 200) - Chứng nhận RIAA: -- - Doanh thu bán lẻ: 24,000                      |

## Khác
(Danh sách này không bao gồm những album phát hành trước khi tham gia chương trình)
| Ca sĩ                    | Thông tin |
| ------------------------ | --- |
| Bo Bice                  | See the Light - Ra mắt: 23 tháng 10 năm 2007 - Hãng ghi âm: SugarMoney/StratArt Records - Xếp hạng: #150 (Billboard 200) - Chứng nhận RIAA: -- - Doanh thu bán lẻ: -- |
| Constantine Maroulis     | Constantine - Ra mắt: 07 tháng 8, 2007 - Hãng ghi âm: Sony RED Distribution - Xếp hạng: -- - Chứng nhận RIAA: -- - Doanh thu bán lẻ: --                               |
| Celena Rae               | Invisible Woman - Ra mắt: 2007 - Hãng ghi âm: YMC Records |
| Elizabeth Pha (Chandara) | The Moon & the Stars - Ra mắt: 23 tháng 1, 2006 - Hãng ghi âm: Independent                                                                                            |
| Jamie Paul Koehler       | It's Christmas Time - Ra mắt: 2005 - Hãng ghi âm: Independent |
| Jared Yates              | All That I Am - Ra mắt: 2007 - Hãng ghi âm: Independent |
| Jeff Johnson             | Enter In - Ra mắt: 19 tháng 7, 2005 - Hãng ghi âm: Jeff Johnson Ministries                                                                                            |
| Jeff Johnson             | Glorious Day - Ra mắt: 14 tháng 8, 2007 - Hãng ghi âm: Jeff Johnson Ministries                                                                                        |
| Jessica Sierra           | Deepest Secret- EP - Ra mắt: 2008 - Hãng ghi âm: ??? |
| Judd Harris              | Fly (with Visible from Space) - Ra mắt: 11 tháng 4, 2006 - Hãng ghi âm: Independent                                                                                   |
| Kurtis Parks             | Something for Everyone - Ra mắt: 2005 - Hãng ghi âm: Independent |
| Melinda Lira             | Melinda - Ra mắt: 2005 - Hãng ghi âm: Independent |
| Nadia Turner             | Standing On Love (Single) - Ra mắt: 2008 - Hãng ghi âm: Independent                                                                                                   |
| Nikko Smith              | Revolution - Ra mắt: 2008 - Hãng ghi âm: Independent |
| Sarah Mather             | Another Day - Ra mắt: 01 tháng 4, 2007 - Hãng ghi âm: ??? |

Nguồn: Idolsmusic.com Lưu trữ ngày 27 tháng 2 năm 2006 tại Wayback Machine

## DialIdol
DialIdol là tên dùng chung của một chương trình chạy trên hệ Microsoft Windows và website liên quan, cả hai cho phép người dùng bình chọn trực tiếp cho thí sinh họ yêu thích, được xây dựng khi mùa thi thứ 4 diễn ra. Dựa vào kết quả bình chọn khán giả gửi về, chương trình này có thể đưa ra kết quả dự đoán thí sinh nào sẽ bị loại. Hệ thống chấm dứt thu thập thông tin ở tuần thi bán kết thứ 4 (Tốp 6), và dùng thông tin đã thu thập đưa ra kết quả (có thể có) về thí sinh Tốp 6 đến Tốp 2. Nhưng mãi đến mùa thi kế tiếp, hệ thống này mới được mở rộng dùng ở nơi công cộng.

## Tranh cãi
- Corey Clark (mùa 2) và Paula Abdul gây chú ý bởi "scandal Maccarena". Lễ đăng quang mùa thi này đã phát một đoạn video ngắn phân trần về vụ bê bối này.
- Trang Votefortheworst.com, của Survivor Sucks, đã viết bài về thí sinh Scott Savol, cho rằng thí sinh này hiển nhiên đi xa hơn các thí sinh khác trong cuộc thi để giành danh hiệu cao nhất... gây ra ảnh hưởng đáng kể đến hệ thống bình chọn.

## Nhầm lẫn
- Tháng 8 2008, thí sinh Melissa Lawson chỉ loạt vào Tốp 75, được kênh truyền hình Nashville Star xưng danh là người chiến thắng mùa thi 6.